# Hernán Cortés
Hernán(do) Cortés, marqués del Valle de Oaxaca (n. 1485, Extremadura, Castilia- d. 2 decembrie 1547, Castilleja de la Cuesta, lângă Sevilla) a fost conquistadorul care a cucerit Mexicul pentru regii Spaniei. A fost cunoscut și sub numele de Hernando sau Fernando Cortés în timpul vieții și și-a semnat toate scrisorile drept Fernán Cortés.
Cortés s-a născut în Medellin, în provincia Extremadura, în Coroana Castiliei din Spania în 1485.

## Cuceriri armate
Cortés a ajuns în Lumea Nouă în 1506. A participat la cucerirea Hispaniolei și Cubei sub conducerea lui Diego Velázquez de Cuéllar. Pentru aceste fapte de arme și pentru că au devenit cumnați i s-a acordat o moșie întinsă și sclavi amerindieni.
Pe data de 19 februarie 1519 Cortés, cu o forță de 600 de oameni, mai puțin de 20 de cai și 10 tunuri de câmp, a ridicat ancora din Cuba, în ciuda faptului că Velázquez îi ordonase să nu plece. Cortés a navigat de-a lungul coastei Yucatánului și în martie 1519 a debarcat în Mexic și, cu ajutorul navelor, tunurilor și mai ales cailor care îi îngrozeau pe băștinași, a cucerit orașul Tabasco.
În cadrul campaniei sale pe continentul american (1519-1521), Cortés s-a întâlnit cu Montezuma, unul dintre ultimii împărați azteci, care a murit în timpul revoltei aztecilor împotriva spaniolilor în capitala Tenochtitlan.
Cortés a cucerit capitala aztecă și a construit Ciudad de México deasupra ruinelor. Coloniști au fost aduși din Spania, iar orașul a devenit cel mai important oraș european din Lumea Nouă.

## Ultimii ani
După ce a cheltuit sume importante din averea sa personală pentru a finanța expediții, Cortés a acumulat datorii importante față de creditori. În februarie 1544 a solicitat fonduri de la trezoreria regală, dar timp de trei ani cererea sa a fost amânată. Dezgustat, se retrage la Sevilia unde moare pe data de 2 decembrie 1547.